# Michael Shuck Bebb
Pour les articles homonymes, voir Bebb.
Michael Schuck Bebb (1833–1895) est un expert en systématique botanique du XIXe siècle, avec la réputation de savant salicologiste (spécialiste des saules) en Amérique et en Europe. Pour honorer le travail important réalisé sur  Salix (les saules), son nom a été donné à plusieurs plantes.

## Biographie
Michael Schuck Bebb est né le 23 décembre 1833 dans le comté de Butler, dans l'Ohio. C'est l'un des cinq enfants de William Bebb et Sarah Schuck.
Il passe ses premières années dans la ferme familiale à Hamilton, Ohio, où son intérêt pour l'horticulture s'éveille parmi  « le plaisir lié à la terre, les légumes et les fruits du jardin », « the pleasure grounds, vegetable and fruit gardens ».
Son père, William Bebb, prend part à la politique locale du parti Whig représenté par le politicien William Henry Harrison, en 1836 et 1840.  En 1846, il est élu gouverneur de l'Ohio, le troisième né dans l'état. Un déménagement de la famille vers l'Illinois permet à notre homme de s'initier à la flore et de faire croitre sa passion pour la botanique.
Pendant son séjour à Fountaindale, Michael acquiert quatre ouvrages de référence, Wood’s Class Book of Botany, Gray’s Botanical Text Book and Manual, Torrey,  Gray’s Flora of North America et Gray’s Genera Illustrata, qui renforcent ses connaissances dans la flore naturelle.
Sa relation avec le Dr George Vasey, lui permettra de conforter les connaissances acquises. Asa Gray, William M. Canby et Henry Nicholas Bolander lui apporteront des éléments pour progresser encore.
En 1857, il se marie avec Katherine Josephine Hancock, de la famille Hancock du Massachusetts, et en 1861, déménage à Washington pour un emploi dans le « Pensions office ».  Pendant son temps libre, Michael continue à collecter des plantes et à correspondre avec les plus éminents botanistes de l'époque. Il rejoint le Naturalists’ Club et se fait une place dans le monde des botanistes de Washington.
En 1865, sa femme meurt, le laissant seul avec trois enfants. Il se remarie avec Anna Carpenter en 1867 et repart dans l'Illinois, dans l'état de Fountaindale.
En 1873, Bebb commence alors son étude spéciale des saules, correspondant avec l'autorité éminente britannique sur le genre Salix, Rev. J.E. Leefe.  En 1874, il est sollicité pour confronter ses travaux à ceux de Brewer et Watson par le Dr Asa Gray. La même année, il publie son premier travail scientifique sur les saules dans The American Naturalist dont le titre est  “A new species of willow (S.laevigata) from California, and notes on some other North American species”.
En 1878, il contribue à la Botanical Gazette sur différents aspects des saules.  Son travail comprend six articles dont le titre est  “Notes on North American willows.” Sa contribution sur la connaissance des saules figure dans Rothrock’s Botany of the Wheeler Report et dans la Botany of California tout comme ses illustrations dans la Gray's Manual Flora.  En 1880, le suédois, Nils J. Anderson, éminent spécialiste des saules, meurt, faisant de Michael Schuck Bebb le plus grand spécialiste de cette famille de plantes.
En octobre 1879, la famille part de Fountaindale pour Rockford (Illinois).
En 1885, il subit une attaque de pleurésie, dont il ne se relèvera jamais complètement, sans délaisser ses travaux sur les saules et publiant quatre séries de “Notes on the White Mountain willows” dans le Bulletin du Torrey Botanical Club, entre 1888 et 1890, et contribue au Gray's Manual, aussi en 1890.
Vers la fin de sa vie, plusieurs plantes portent son nom, pour l'honorer.
En 1885, le genre Bebbia, natif de Californie du Sud est baptisé en son honneur par le Prof. E. L. Greene et publié dans le Bulletin de la California Academy of Sciences.  En 1889, la variété Carex tribuloides Wahl. var. Bebbii est créée par le Prof. L. H. Bailey et en 1895, Salix Bebbiana publié par le Prof. C. S. Sargent dans Garden and Forest, avec l'inscription destinée à  Bebb : “the learned, industrious and distinguished salicologist of the United States to whom, more than to any one else of this generation we owe our knowledge of American willows”.
Michael Schuck Bebb meurt le 5 décembre 1895, parmi les siens.  Il est enterré dans le « West Side cemetery » de Rockford, Illinois.

### Honneurs
Membre des académies des sciences de Philadelphie, de Buffalo et de Chicago.

### liens externes
- Notices d'autorité :   - VIAF